# Huanghuachang
Huanghuachang (chinesisch 黄花场村, Pinyin Huánghuācháng cūn) ist ein Dorf in der Großgemeinde Huanghua des Stadtbezirks Yiling der bezirksfreien Stadt Yichang in der Provinz Hubei der Volksrepublik China.

## Huanghuachang-Profil
Das Huanghuachang-Profil spielt eine entscheidende Rolle bei der Stratigraphie des mittleren Ordoviziums, hier wurde 2007 der GSSP des Dapingiums festgelegt.